# Blackpink: The Show
The Show là một buổi hòa nhạc trực tuyến của nhóm nhạc nữ Hàn Quốc Blackpink  sau gần một năm nhóm gần như hoàn toàn vắng bóng trong các chuyến lưu diễn do ảnh hưởng của đại dịch COVID-19 trên toàn cầu. Buổi hòa nhạc trực tuyến này ban đầu được dự kiến diễn ra vào ngày 27 tháng 12 năm 2020 nhưng do sự bùng phát của đại dịch COVID-19 tại Hàn Quốc nên đã được rời sang ngày 31 tháng 1 năm 2021.

## Bối cảnh
Vào ngày 3 tháng 12 năm 2020, YG Entertainment đã có thông báo về việc Blackpink sẽ tổ chức một buổi hòa nhạc trực tuyến đầu tiên mang tên "The Show"  vào ngày 27 tháng 12 năm 2020.  Buổi hòa nhạc này là sự hợp tác giữa YG Entertainment với YouTube Music, đây sẽ là buổi hòa nhạc trực tuyến đầu tiên của YG Entertainment trong chuỗi dự án hòa nhạc trực tuyến lớn nhất của YG mang tên "YG Palm Stage". Teaser cho The Show lần đầu được đăng tải trên kênh Youtube của Blackpink vào ngày 23 tháng 12 năm 2020. Nội dung của buổi trình diễn trực tuyến này có sẵn trong gói hội viên trên kênh Youtube của nhóm kèm theo đó là một số video hậu trường trong lúc cả nhóm tập luyện cho buổi trình diễn này.
Nhưng do ảnh hưởng của đại dịch COVID-19 tại Hàn Quốc nên buổi hòa nhạc đã được dời sang ngày 31 tháng 1 năm 2021 theo quy định về đại dịch tại nước này vào thời điểm đó.
Vào ngày 22 tháng 1 năm 2021, trên trang Twitter chính thức của Blackpink đã có thông báo về việc nhóm sẽ có một buổi phát trực tuyến mang tên "Sound Check Rehearsal Live"  trước 1 ngày diễn ra The Show để người hâm mộ của nhóm có một cái nhìn "thoáng qua" về buổi trình diễn tới.
Buổi hòa nhạc này cũng gây ra sự tò mò lớn cho những người hâm mộ Blackpink do ca khúc solo của thành viên Rosé sẽ được biểu diễn ngay trên sân khấu này. Tuy nhiên nhiều người hâm mộ cũng bày tỏ sự lo lắng cho thành tích ca khúc solo của Rosé sẽ bị ảnh hưởng nếu ca khúc được biểu diễn trước như vậy.

## Nhận xét và đón nhận

###### Trước khi buổi hòa nhạc diễn ra
Ngay sau khi thông tin này được công bố, cổ phiếu của YG Entertainment đã tăng mạnh. Trên các nền tảng mạng xã hội lớn như Facebook, Twitter hay các công cụ tìm kiếm lớn như Google Search, các từ khóa như "Blackpink the show", "Blackpink", "The show" đã nhanh chóng đạt các vị trí thứ hạng cao. Nhiều người hâm mộ của nhóm đã bày tỏ sự mong chờ vào màn trình diễn  lần này của nhóm sau gần 1 năm vắng bóng trong các buổi trình diễn trực tiếp.

###### Sau khi buổi hòa nhạc diễn ra
Sau khi buổi hòa nhạc này kết thúc, nhóm đã nhận được rất nhiều lời khen ngợi. Buổi hòa nhạc này được nhận xét là "thỏa mãn" cả về thị giác lẫn thính giác. Với ca khúc B-side nằm trong album solo của Rosé được nhiều người xem nhận xét là cô có diễn xuất xuất sắc, mượt mà khi chuyển giữa các cảnh hạnh phúc sang đau đớn, buồn khổ.  Giọng hát live của cô cũng được nhận xét là tràn đầy cảm xúc tuy dù chỉ sử dụng tiếng guitar mộc mạc. Màn trình diễn ngoạn mục này của Rosé tại The Show đã nhanh chóng đưa Rosé lên hạng 10 trên Top Trending trên Twitter.
Với Jennie, hình ảnh của cô tại buổi trình diễn đã được ví von như "cô gái Trung Hoa", "bông hồng rực cháy". Màn biểu diễn của Jennie được nhiều tờ báo nhận xét là "cháy" từ phần rap cho đến vũ đạo. Phần hóa trang của được nhiều người tán dương là có sự độc lạ với kiểu tóc "sừng trâu", bộ quần áo tạo hình hoa hồng đỏ cuốn hút và khiến nhiều khán giả không thể rời mắt. Hình ảnh Lisa trong buổi hòa nhạc được nhận xét cũng không kém cạnh. Lisa được nhận xét là hoàn hảo từ nhan sắc, thần thái và vũ đạo. Màn trình diễn của cô tại The Show được nhiều người nói vui như đạt tới 1 "level" mới. Còn với Jisoo, hình ảnh của cô được ví như một tiên tử. Jisoo cũng khiến nhiều người bất ngờ vì màn "lột xác" đầy quyến rũ và được ví von là "nàng thơ" trong buổi hòa nhạc lần này của Blackpink.

## Doanh thu
Vào ngày 1 tháng 2 năm 2021, trên tiểu mục báo của Naver đã đưa ra con số người xem và doanh thu cho buổi trình diễn của nhóm ngày hôm qua. Theo Naver, buổi hòa nhạc này đã thu về hơn 280 nghìn lượt xem trực tuyến trên toàn cầu (không tính khán giả Trung Quốc) và khoảng 11.7 tỷ won tương đương với khoảng 10.5 triệu USD. Buổi hòa nhạc trực tuyến này được truy cập nhiều nhất từ Mỹ với khoảng 19,2%, xếp sau đó lần lượt là Thái Lan, Philippines, Nhật Bản, Mexico, Hàn Quốc, Malaysia, Indonesia, Brazil, Canada, Anh,...

## Danh sách bài hát biểu diễn

#### Danh sách
1. "Kill This Love"
2. "Crazy Over You"
3. "How You Like That"
4. "Don't Know What To Do"
5. "Playing With Fire"
6. "Lovesick Girls"
7. "Habits (Stay High)" (Jisoo solo)
8. "Say So" (Lisa solo)
9. "Sour Candy"
10. "Love To Hate Me" + "You Never Know"
11. "Solo" (Jennie solo)
12. "Gone" (Rosé solo)
13. "Pretty Savage"
14. "Ddu-Du Ddu-Du"
15. "Whistle"
16. "As If It's Your Last"
17. "Boombayah"
18. "Forever Young" (Encore)

## Live album
Blackpink 2021 'The Show' Live (viết cách điệu) là live album thứ tư của nhóm nhạc nữ Hàn Quốc Blackpink, được phát hành vào ngày 1 tháng 7 năm 2021. Album được thu từ các màn trình diễn của nhóm trong livestream concert The Show vào cuối tháng 1 năm 2021.

### Bối cảnh
Blackpink đã lần đầu tiên trình diễn các bài hát đến từ album phòng thu đầu tiên The Album. Bên cạnh đó, các thành viên của nhóm cũng sở hữu cho mình những màn trình riêng; Jennie đã trình diễn bài hát solo của cô "Solo" với lời rap được viết lại bởi cô, và Rosé đã trình diễn bài hát ra mắt solo sắp tới của cô "Gone", trong khi đó Jisoo và Lisa lần lượt đã cover lại bài hát "Habits (Stay High)" của Tove Lo và "Say So" của Doja Cat.
Vào ngày 11 tháng 5 năm 2021, YG Entertainment tiết lộ live CD cho "The Show" có mặt chính trức lại shop YG Select. Lịch phát hành vào ngày 11 tháng 6, physical album bao gồm 1 digipack, 2 đĩa CD, 1 photobook, 2 photocard ngẫu nhiên, và 1 sticker ngẫu nhiên. YG cũng thông báo rằng bài hát solo của Jisoo và Lisa trong "The Show" sẽ không nằm trong album vì vấn đề bản quyền.
Live album bất ngờ phát hành trên các nền tảng dưới dạng digital download và streaming vào ngày 1 tháng 6 năm 2021. Cùng ngày hôm đó, YG Entertainment đã mở pre-ordered cho phiên bản KiT VIDEO vàDVD của "The Show", sẽ được phát hành vào ngày 18 tháng 6. Phiên bản Kit VIDEO bao gồm một trong bốn Kit VIDEO khác nhau, một trong bốn móc chìa khóa khác nhau, một set photocard sleeve, và một card danh sách bài hát, trong khi phiên bản DVD có 2 DVD, một photobook, một set khung ảnh, một set nam châm ngẫu nhiên, một card danh sách bài hát, photocard ngẫu nhiên, một set sticker, một cuốn sách gấp, một set post card, và một poster.

### Danh sách bài hát
| Danh sách bài hát của Blackpink 2021 'The Show' Live | Danh sách bài hát của Blackpink 2021 'The Show' Live | Danh sách bài hát của Blackpink 2021 'The Show' Live               | Danh sách bài hát của Blackpink 2021 'The Show' Live | Danh sách bài hát của Blackpink 2021 'The Show' Live |
| STT                                                  | Nhan đề                                              | Phổ lời                                                            | Phổ nhạc                                             | Thời lượng                                           |
| ---------------------------------------------------- | ---------------------------------------------------- | ------------------------------------------------------------------ | ---------------------------------------------------- | ---------------------------------------------------- |
| 1.                                                   | "Kill This Love (Live)"                              | Teddy Bekuh Boom                                                   | Teddy 24 R.Tee Boom                                  | 3:12                                                 |
| 2.                                                   | "Crazy Over You (Live)"                              | Teddy Boom Danny Chung                                             | Teddy 24 R.Tee Boom Future Bounce                    | 2:56                                                 |
| 3.                                                   | "How You Like That (Live)"                           | Teddy Chung                                                        | Teddy 24 R.Tee                                       | 2:59                                                 |
| 4.                                                   | "Don't Know What to Do (Live)"                       | Teddy                                                              | Teddy 24 Brian Lee Boom                              | 3:18                                                 |
| 5.                                                   | "Playing with Fire (Live)" (불장난)                  | Teddy                                                              | Teddy R.Tee                                          | 3:16                                                 |
| 6.                                                   | "Lovesick Girls (Live)"                              | Teddy Løren Jisoo Jennie Chung                                     | Teddy 24 Jennie Lee R.Tee Leah Haywood David Guetta  | 3:13                                                 |
| 7.                                                   | "Love to Hate Me + You Never Know (Live)"            | Boom Tushar Apte Rob Grimaldi Chloe George Steph Jones Løren Chung | Apte Grimaldi 24 Boom                                | 6:15                                                 |
| 8.                                                   | "Solo (Live)" (Jennie solo)                          | Teddy                                                              | Teddy 24                                             | 2:46                                                 |
| 9.                                                   | "Gone (Live)" (Rosé solo)                            | Teddy Lee J. Lauryn Rosé                                           | 24 Lee                                               | 1:39                                                 |
| 10.                                                  | "Pretty Savage (Live)"                               | Teddy Løren Vince Chung                                            | Teddy 24 R.Tee Boom                                  | 3:22                                                 |
| 11.                                                  | "Ddu-Du Ddu-Du (Live)" (뚜두뚜두)                    | Teddy                                                              | Teddy 24 R.Tee Boom                                  | 4:02                                                 |
| 12.                                                  | "Whistle (Live)" (휘파람)                            | Teddy Boom B.I                                                     | Teddy Future Bounce Boom                             | 3:34                                                 |
| 13.                                                  | "As If It's Your Last (Live)" (마지막처럼)           | Teddy Brother Su Choice37                                          | Teddy Future Bounce Lydia Paek                       | 3:44                                                 |
| 14.                                                  | "Boombayah (Live)" (붐바야)                          | Teddy Boom                                                         | Teddy Boom                                           | 2:53                                                 |
| 15.                                                  | "Forever Young (Live)"                               | Teddy                                                              | Teddy Future Bounce                                  | 6:24                                                 |
| Tổng thời lượng:                                     | Tổng thời lượng:                                     | Tổng thời lượng:                                                   | Tổng thời lượng:                                     | 53:33                                                |

### Bảng xếp hạng

#### Bảng xếp hạng tuần
| Bảng xếp hạng         | Vị trí xếp hạng cao nhất |
| --------------------- | ------------------------ |
| Hàn Quốc Album (Gaon) | 8                        |

#### Bảng xếp hạng tháng
| Bảng xếp hạng (2021)  | Vị trí xếp hạng cao nhất |
| --------------------- | ------------------------ |
| Hàn Quốc Album (Gaon) | 24                       |

### Chứng nhận và doanh số
| Quốc gia   | Chứng nhận | Số đơn vị/doanh số chứng nhận |
| ---------- | ---------- | ----------------------------- |
| Trung Quốc | —          | 29,030                        |
| Hàn Quốc   | —          | 35,000                        |

### Lịch sử phát hành
| Khu vực  | Ngày                | Định dạng                  | Hãng          | Tham khảo     |
| -------- | ------------------- | -------------------------- | ------------- | ------------- |
| Toàn cầu | 1 tháng 6 năm 2021  | Digital download streaming | YG Interscope | [ 27 ]        |
| Hàn Quốc | 11 tháng 6 năm 2021 | CD                         | YG Interscope | [ 28 ]        |
| Hàn Quốc | 18 tháng 6 năm 2021 | KiT VIDEO DVD              | YG Interscope | [ 29 ] [ 30 ] |